# Kobbie Mainoo
Kobbie Boateng Mainoo (* 19. dubna 2005) je anglický profesionální fotbalista, který hraje na pozici záložníka za klub Manchester United FC a anglický národní tým.

## Mládí
Kobbie Boateng Mainoo se narodil 19. dubna 2005 ve Stockportu ve Velkém Manchesteru rodičům z Ghany. Vyrůstal v Cheadle Hulme, na předměstí Stockportu, a svou mládežnickou kariéru začal v Cheadle & Gatley Junior FC, než se v devíti letech připojil k Manchesteru United.

## Klubová kariéra

### Manchester United

#### Sezóna 2022/23
Mainoo podepsal svou první profesionální smlouvu s Manchesterem United v květnu 2022. Jeho výkony, včetně dobrého výkonu ve středu pole proti Carlisle United v EFL Trophy, mu vynesly povolání do prvního týmu na trénink v říjnu 2022.
Mainoo byl poprvé jmenován na lavičku 16. října v zápase Premier League proti Newcastlu United, poté 10. ledna 2023 debutoval v seniorském týmu, když nastoupil při domácím vítězství 3:0 nad Charlton Athletic v EFL Cupu. Svůj ligový debut si odbyl 19. února, kdy nastoupil jako náhradník při domácím vítězství 3:0 nad Leicesterem City.

#### Sezóna 2023/24
Mainoo cestoval s týmem Manchesteru United na jejich předsezónní turné na sezónu 2023/24 ve Spojených státech. Utrpěl však zranění, které ho vyřadilo ze hry na začátku nadcházející sezóny. Mainoo, který se vrátil po zranění, si 26. listopadu 2023 připsal svůj první ligový start za Manchester United při vítězství 3:0 v Premier League nad Evertonem, ve kterém získal cenu pro hráče zápasu. 29. listopadu debutoval v Lize mistrů UEFA, když nastoupil z lavičky v 58. minutě při venkovní remíze 3:3 proti Galatasarayi ve skupinové fázi.
Dne 28. ledna 2024 vstřelil Mainoo svůj první gól za Manchester United při výhře 4:2 nad Newport County ve čtvrtém kole FA Cupu. O několik dní později, 1. února, vstřelil svůj první gól v Premier League při venkovním vítězství 4:3 nad Wolverhamptonem Wanderers, přičemž vítězný gól padl v sedmé minutě nastaveného času. Gól byl později oceněn jako Gól měsíce Premier League za únor 2024. 7. dubna vstřelil Mainoo svůj první profesionální gól na Old Trafford při remíze 2:2 s rivalem Liverpoolem v Premier League.
Ve finále FA Cupu 25. května vstřelil Mainoo vítězný gól při vítězství 2:1 nad místním rivalem Manchesterem City. Stal se prvním anglickým teenagerem, který skóroval ve finále od roku 1981, kdy Steve MacKenzie skóroval za City proti Tottenhamu Hotspur, a nejmladším od Johna Sissonse za West Ham United proti Prestonu North End v roce 1964. Sezóna 2023/24 byla pro Mainoa všeobecně považována za průlomovou a v květnu 2024 byl nominován na cenu pro mladého hráče sezóny Premier League.

## Reprezentační kariéra
Mainoo reprezentoval Anglii na mládežnických úrovních do 17, 18 a 19 let.
V březnu 2024 byl Mainoo poprvé povolán do seniorského týmu pro přátelské zápasy Anglie proti Brazílii a Belgii poté, co byl předtím povolán do týmu do 21 let. Debutoval ve věku 18 let 23. března 2024 jako náhradník v 75. minutě za Conora Gallaghera při porážce 0:1 s Brazílií na stadionu Wembley. Mainoo si připsal svůj vůbec první start od začátku zápasu za Anglii proti Belgii opět ve Wembley o tři dny později, ve kterém si vysloužil dobré přijetí po zápase, kdy po 75 minutách vystřídal Jamese Maddisona, a nakonec byl při svém prvním startu vyhlášen mužem zápasu. Byl jmenován do 26členného týmu Anglie pro Mistrovství Evropy ve fotbale 2024.

## Statistiky

### Klubové
Platí k zápasu hranému 25. května 2024.
| Klub                  | Sezóna            | Liga              | Liga   | Liga | Národní pohár | Národní pohár | Ligový pohár | Ligový pohár | Ostatní | Ostatní | Celkově | Celkově |
| Klub                  | Sezóna            | Soutěž            | Zápasy | Góly | Zápasy        | Góly          | Zápasy       | Góly         | Zápasy  | Góly    | Zápasy  | Góly    |
| --------------------- | ----------------- | ----------------- | ------ | ---- | ------------- | ------------- | ------------ | ------------ | ------- | ------- | ------- | ------- |
| Manchester United U21 | 2022/23           | —                 | —      | —    | —             | —             | —            | —            | 3       | 0       | 3       | 0       |
| Manchester United U21 | 2023/24           | —                 | —      | —    | —             | —             | —            | —            | 1       | 0       | 1       | 0       |
| Manchester United U21 | Celkově           | Celkově           | —      | —    | —             | —             | —            | —            | 4       | 0       | 4       | 0       |
| Manchester United     | 2022/23           | Premier League    | 1      | 0    | 1             | 0             | 1            | 0            | 0       | 0       | 3       | 0       |
| Manchester United     | 2023/24           | Premier League    | 24     | 3    | 6             | 2             | 0            | 0            | 2       | 0       | 32      | 5       |
| Manchester United     | Celkově           | Celkově           | 25     | 3    | 7             | 2             | 1            | 0            | 2       | 0       | 35      | 5       |
| Celkově v kariéře     | Celkově v kariéře | Celkově v kariéře | 25     | 3    | 7             | 2             | 1            | 0            | 6       | 0       | 39      | 5       |

### Reprezentační
Platí k zápasu hranému 7. června 2024.
| Národní tým | Rok     | Zápasy | Góly |
| ----------- | ------- | ------ | ---- |
| Anglie      | 2024    | 3      | 0    |
| Celkově     | Celkově | 3      | 0    |

## Úspěchy
Manchester United U18
- FA Youth Cup: 2021/22

Manchester United
- FA Cup: 2023/24

Individuální
- Gól měsíce Premier League: únor 2024
- Mladý hráč roku Manchesteru United: 2022/23